# Силифке
Силифке́ (тур. Silifke) — город и район в турецкой провинции Мерсин, в 90 км к западу от города Мерсин.

## История
Город Силифке был основан в III в. до н. э., одним из полководцев Александра Македонского — Селевком, основавшим впоследствии сирийское царство Селевкидов. И сначала город назывался Селевкией. Затем город был одним из важнейших в Киликии. В дальнейшем для города наступила римская эпоха, ставшая для него периодом расцвета и богатства. В VI в. город именовался уже Селевкией Исаврийской. В 359 г. там состоялось второе заседание Аримино-Селевкийского собора. Упадок города наступил в византийский период из-за опустошительных набегов арабов. В XII в. город стал объектом борьбы между киликийскими армянами, византийцами, крестоносцами и сельджуками. В итоге город остался за сельджуками. Так, предводитель крестоносцев и германский император Фридрих I Барбаросса упал с коня и утонул в реке именно около города Силифке. В XIII—XV вв. город принадлежал Караманогулларам, а в XV в. — город перешёл к Османам.